# أبو مقص أوروبي
إبرة العجوز الأوروبية أو خابور (الإسم العلمي:Forficula auricularia)، هو نوع من الحشرات يتبع جنس فورفيكولا من فصيلة فورفيكيوليدي من رتبة أبو مقص، تُعتبر من الحشرات الضارة التي تلتهم المحاصيل الزراعية وتغزو المنازل، تعيش في أوروبا وغرب آسيا وشمال أفريقيا.